# Albert Dikwa
Albert Dikwa (Garua, Camerún, 2 de enero de 1998) es un futbolista camerunés que juega como delantero en el Rhode Island FC de la USL Championship.

## Trayectoria

### Orlando City B
Dikwa se unió al Orlando City B de la United Soccer League el 9 de febrero de 2017. Hizo su debut profesional el 25 de marzo de 2017 como suplente en el minuto 74 en la derrota por 1-0 ante Tampa Bay Rowdies. Dikwa anotó su primer gol profesional el 9 de abril de 2017 durante el empate 1-1 con Charlotte Independence.

### Saint Louis FC
Dikwa firmó con el Saint Louis FC de la USL el 15 de diciembre de 2017. Hizo su debut con Saint Louis el 24 de marzo de 2018, entrando como suplente de Austin Martz en la derrota por 2-1 contra San Antonio FC. Dikwa anotó su primer gol para Saint Louis el 9 de mayo de 2018 durante la derrota por 6-3 ante LA Galaxy II.

### Pittsburgh Riverhounds
En agosto de 2020, Dikwa se unió al Pittsburgh Riverhounds SC del USL Championship. Hizo su debut y anotó su primer gol para el club el 1 de septiembre de 2020 en la victoria por 3-0 contra Loudoun United. Dikwa fue nombrado jugador de la semana del USL Championship para la semana 5 de la temporada 2022 después de anotar un gol y una asistencia en la victoria por 4-3 sobre el FC Tulsa. En la US Open Cup, anotó el gol de la victoria contra Columbus Crew en el minuto 22, aunque luego se retiró por una lesión. Dikwa regresó al equipo el 8 de julio, entrando como sustituto de Tola Showunmi en el medio tiempo. Sin embargo, no pudo marcar y el juego terminó 0-0. Dikwa ganó la Bota de Oro de la temporada 2023 del USL Championship, liderando la liga con 20 goles. Se convirtió en agente libre después de la temporada 2023 de Pittsburgh.

### Rhode Island FC
Después de una temporada exitosa con los Riverhounds, Dikwa firmó con Rhode Island FC para su temporada inaugural con un contrato de varios años el 18 de enero de 2024. El 24 de marzo de 2024, marcó su primer gol para el club en su segunda aparición en forma de doblete contra Monterey Bay FC.

## Clubes
| Club                   | País           | Año               |
| ---------------------- | -------------- | ----------------- |
| Orlando City B         | Estados Unidos | 2017              |
| Saint Louis FC         | Estados Unidos | 2018 - 2019       |
| Pittsburgh Riverhounds | Estados Unidos | 2020 - 2023       |
| Rhode Island FC        | Estados Unidos | 2024 - Actualidad |